# Pasay

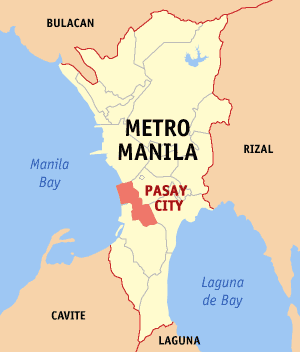
Bản đồ vùng đô thị Manila với vị trí của Pasay

Thành phố Pasay (tiếng Philippines: Lungsod ng Pasay) là một thành phố trực thuộc trung ương, đô thị loại một của Philippines, và nằm trong vùng đô thị Manila. Pasay nằm ngay phía nam của Manila. Thành phố có 354.908 dân (năm 2000) và rộng chỉ có 19 km². Dân số lớn trong khi diện tích nhỏ khiến cho mật độ dân số ở đây lên tới 18.679 người/km². Pasay được công nhận là thành phố từ năm 1947.
Thành phố Pasay có Sân bay quốc tế Ninoy Aquino, Trung tâm văn hóa Philippines, Trung tâm hội nghị quốc tế Philippines. Ở đây còn có nhiều nhà hàng, quán cà phê, câu lạc bộ, vũ trường.